# Potyczka pod Baumgarten (Braszowicami)
Potyczka pod Baumgarten (Braszowicami) między oddziałami pruskimi i austriackimi odbyła się 27 lutego 1741 w czasie I wojny śląskiej i była pierwszym starciem zbrojnym kampanii 1741 roku.
Dnia tego Fryderyk Wielki udał się ze szwadronem grenadierów konnych na inspekcję posterunków wojskowych na linii frontu prusko-austriackiego. Został rozpoznany przez biwakujących paręset metrów dalej huzarów austriackich, którzy puścili się za nim i jego oddziałem w pogoń. Pod wsią Baumgarten (ob. Braszowice) doszło do walki między Austriakami a Prusakami, podczas gdy król wraz z jednym z adiutantów popędził galopem w stronę pobliskiego klasztoru Camenz (ob. Kamieniec Ząbkowicki), gdzie opat Tobias Stusche (rządził 1741-1747) dał mu schronienie. 
Grenadierzy pruscy przegrali potyczkę pod Baumgarten, stracili sztandar pułkowy i zostali rozproszeni, tak że Austriakom nie stało nic na przeszkodzie, by ścigać dalej Fryderyka. Gdy jednak przybyli do klasztoru, napotkali mnichów pogrążonych w modlitwie. Brat furtian (odźwierny) indagowany przez Austriaków, oświadczył, że koło klasztoru nie przejeżdżali żadni pruscy oficerowie.
Po tym incydencie Fryderyk II wydał dekret, gdzie postanowił, że w przypadku, gdyby dostał się do niewoli – rząd pruski musi kontynuować wojnę z jeszcze większą zaciętością, nie mając podejmować żadnych niegodnych kroków w celu jego uwolnienia. 
Opatowi Stuschemu i klasztorowi uratowanie Fryderyka nic nie pomogło, gdyż król obłożył klasztor wielkimi podatkami i kontrybucjami.